# Enteroramus dimorphus
Enteroramus dimorphus är en svampart som beskrevs av M.M. White, Lichtw., J.K. Misra & Cafaro 1999. Enteroramus dimorphus ingår i släktet Enteroramus och familjen Pichiaceae.   Inga underarter finns listade i Catalogue of Life.